# Kepler-90i
Kepler-90i je egzoplanet koji orbitira zvijezdu sličnu Suncu Kepler-90 na udaljenosti od 2545 svjetlosnih godina u zviježđu Zmaj. Otkriven je 14. prosinca 2017., a otkrila ga je nova generacija računala koja je istrenirana da prepoznaje signale koje je prikupio Svemirski teleskop Kepler. Prvi je planet otkriven na ovaj način, a ista ta računala naknadno su otkrila i šesti planet oko zvijezde Kepler-80, imena Kepler-80g.

## Obilježja
Planet je promjera 1.32 promjera Zemlje, što ga čini stjenovitim. To bi mu dalo masu od 2.5 mase Zemlje. Unatoč tome, orbitira jako blizu zvijezde, tako da mu procijenjena temperatura jest 430°C, što ga čini nenastanjivim. Također, ovaj planet, kao i bliži planeti b, c, i dalji d i e je možda uredno zaključan, što znači da možda uvijek istu stranu pokazuje prema zvijezdi. Najmanji je planet u sustavu Kepler-90.